# Cofana karachiensis
Cofana karachiensis är en insektsart som beskrevs av Ara et Ahmed 1988. Cofana karachiensis ingår i släktet Cofana och familjen dvärgstritar. Inga underarter finns listade i Catalogue of Life.